# Pteroceras erosulum
Pteroceras erosulum là một loài thực vật có hoa trong họ Lan. Loài này được H.A.Pedersen miêu tả khoa học đầu tiên năm 1993.